# Thuyết hữu thần Satan

Biểu tượng của Satan

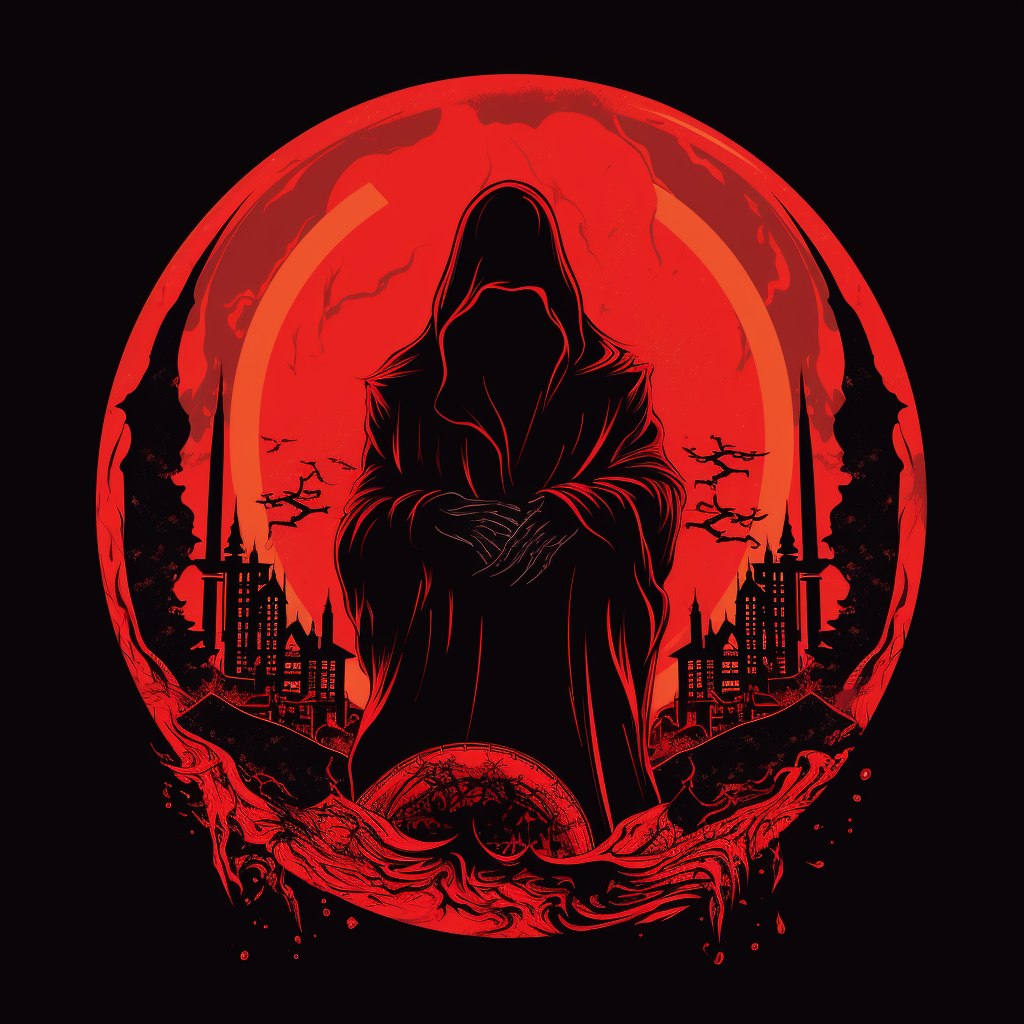
Tranh vẽ hiện đại về Tà lễ

Thuyết hữu thần Satan (Theistic Satanism) còn được gọi là tôn giáo thờ Satan là một thuật ngữ chung để chỉ các nhóm tôn giáo coi Satan, Ác quỷ hoặc Lucifer tồn tại một cách khách quan như một vị thần, thực thể siêu nhiên hoặc linh hồn xứng đáng thờ phượng hoặc tôn kính, những người mà các cá nhân có thể tiếp xúc và triệu hồi, trái ngược với nguyên mẫu, ẩn dụ hoặc biểu tượng vô thần được tìm thấy trong thuyết Satan LaVeyan. Các hội nhóm ủng hộ niềm tin hữu thần của tôn giáo Satan thường có ít tín đồ, liên hệ lỏng lẻo hoặc tự coi mình là các nhóm và nhóm độc lập, phần lớn tự đặt mình ra ngoài lề xã hội. Một đặc điểm nổi bật khác của thuyết Satan hữu thần là việc sử dụng nhiều loại phép thuật khác nhau. Hầu hết các nhóm theo thuyết Satan hữu thần đều tồn tại trong những mô hình và hệ tư tưởng tương đối mới, nhiều nhóm trong số đó độc lập với các tôn giáo Áp-ra-ham.

## Đại cương
Thuyết hữu thần Satan bao gồm nhiều tôn giáo liên quan đến việc thờ phượng một hình tượng được gọi là Satan hay là có liên quan đến Satan. Ngược lại với LaVeyan Satanism, giáo phái Satan chỉ coi Satan như một biểu tượng cho triết lý của họ, còn Theistic Satanism là những giáo phái coi Satan như một vị thần, một thực thể có thật. Satan giáo là một tôn giáo phát triển phần lớn trong thế kỷ XX. Người theo đạo Satan hữu thần thường được gọi là "giáo đồ Satan truyền thống" hoặc "Satanist thuộc linh". Thuật ngữ "thờ phụng quỷ dữ" là chủ đề gây tranh cãi nhất trong giới Satan cả hữu thần lẫn vô thần và cả những nhà thần học Satan. Nhiều tín đồ Satan đã được biết đến Satan giáo qua cuốn "Kinh Satan" của Anton LaVey đã được xuất bản vào năm 1966. Lúc đó chỉ có một vài nhóm nhỏ thực hành pháp môn Satan giáo
Sau đó, Satan giáo mới chỉ phát triển mạnh khi Internet bắt đầu phổ cập, điều này dẫn tới sự mở rộng tín đồ vì việc truyền bá thông tin đã trở nên dễ dàng hơn dẫn đến việc phát tán dễ hơn. Những người theo Satan giáo hữu thần thừa nhận Satan là một vị thần mà họ tôn thờ. Tuy nhiên, nó không giống như Satan được mô tả theo đạo Thiên chúa. Trái với quan niệm sai lầm thông thường, Satan giáo không cổ xúy việc giết người, hãm hiếp, làm điều ác thay vào đó, vị thần Satan là vị thần của sự tự do, tình dục, sức mạnh, sự sáng tạo, chủ nghĩa khoái lạc và sự thành công.
Satan giáo hữu thần không có một tổ chức đầu cơ, mà chỉ là những hội nhóm nhỏ lẻ hoạt động độc lập với nhau. Một số hội nhóm này thờ phượng một vị thần Satan, một số nhóm khác thì sử dụng cái tên khác thay cho Satan, một số nhóm thờ Satan hữu thần như:
- Nhà thờ Azazel (Church of Azazel)
- The Ordo Flammeus Serpens
- The First Church of Satan (khác với Giáo hội Satan/Church of Satan của Anton LaVey)
- Joy of Satan Ministries

Quan điểm thần học giữa các nhóm có thể khác nhau rất nhiều. Một số vay mượn quan điểm của LaVeyan trong khi đó một số khác thì ảnh hưởng từ triết lý của Michael Aquino, giáo chủ của Temple of Set, trước đây đã từng là một tín đồ Satan giáo vô thần. Tương tự, tín đồ Lucfier cũng có nhiều nguyên tắc giống như tín đồ Satan hữu thần. Họ thừa nhận một thực thể có tên là Lucifer, nhưng họ không tự gọi mình là tín đồ Satan. Trong một số giáo phái Satan hữu thần, tín đồ có niềm tin vào Thượng Đế Satan như là vũ trụ. Trong đó, Satan được xem như là "Cái Toàn Thể". Các hội nhóm khác gây dựng hình ảnh Satan như là đại diện của vũ trụ. The First Church of Satan là Độc thần giáo. Các giáo phái Satan hữu thần khác thì tôn thờ Satan như một vị thần trong số nhiều vị thần khác, nhiều trong số đó đến từ những tôn giáo cổ trước khi Abraham xuất hiện như Nhà thờ Azazel. Năm 1999, triết gia René Girard người Pháp cho xuất bản cuốn sách tựa đề "Đã thấy Satan từ trời rơi xuống như ánh chớp", trong đó ông áp dụng cho Belzebul "lý thuyết vật hiến tế", dựa trên hiến tế của người vô tội để chuộc sự dữ, sau đó, một trong những môn sinh của ông là triết gia Claudio Tardini, đã cho xuất bản cuốn sách tựa đề "Ma qủy, có lẽ thế. Suy tư trở lại Satan ngày nay" với mục đích là thử thành lập một "khoa ma qủy học hữu lý" và trao ban trở lại quyền công dân cho Satan trong tư tưởng ngày nay, bằng cách trốn chạy chủ trương nghi hoặc duy lý cũng như các lo sợ của thuyết duy tín.

## Tham khảo

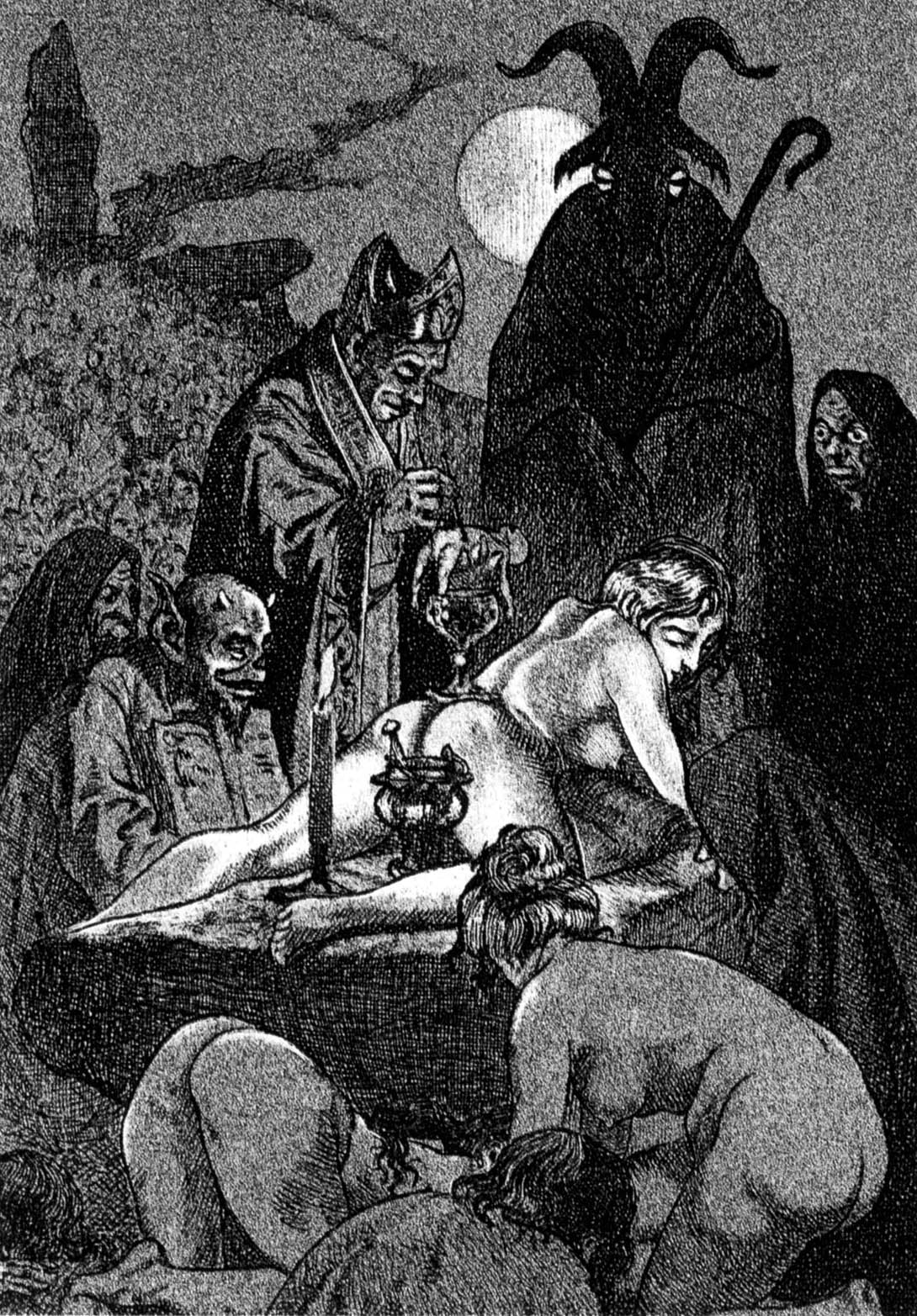
Vị thần Satan trong một buổi tà lễ